# Bytom
Bytom (uitspraak: [ˈbɨtɔm], ong. bitom) (Duits: Beuthen of Beuthen in Oberschlesien) is een stad in Polen. De stad maakt deel uit van het woiwodschap Silezië. Het is een stadsdistrict. De oppervlakte bedraagt 69,43 km², het inwonertal 169.617 (2016).

## Verkeer en vervoer

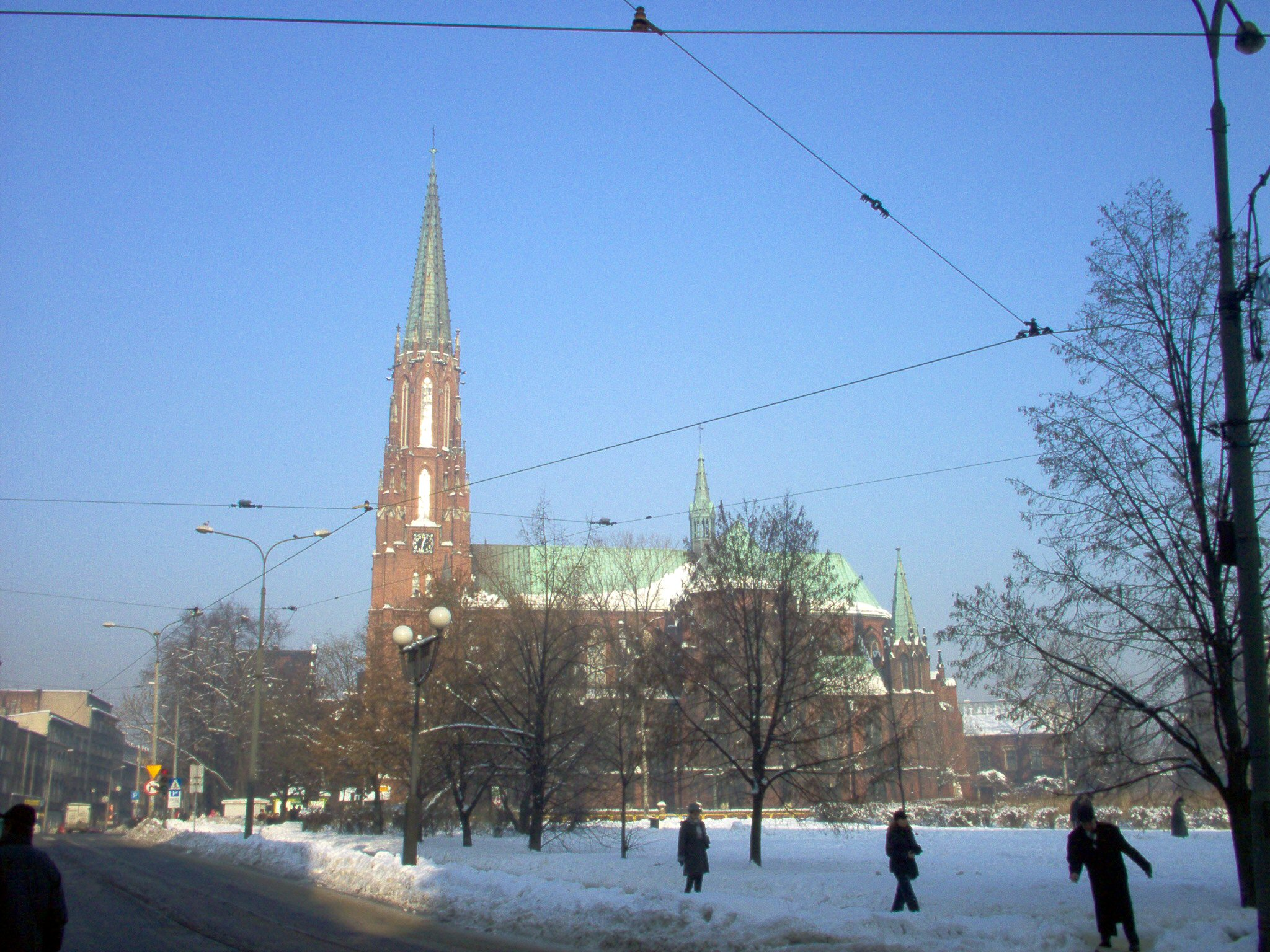
Kerk van de H. Drievuldigheid in Bytom

- Station Bytom
- Station Bytom Bobrek
- Station Bytom Karb

## Geschiedenis
In 1136 het eerst vermeld als ‘Bithom’. Sind 1254 stad en 1281 residentie van de hertog van Bithom. Ingericht door handelaren en handwerkers uit de Duitse landen, die haar Beuthen noemden. De hertog nam in 1289 in plaats van de Poolse koning die van Bohemen als leenheer aan en zo kwam het gebied in het Duitse Keizerrijk. Toen de Boheemse kroon in Habsburgse handen kwam, werd in 1526 ook Silezië en daarmee Beuthen Habsburgs-Oostenrijks. Tsjechisch en daarnaast Duits waren de officiële talen in dit deel van Silezië. De reformatie werd vanuit Bohemen ingevoerd maar aan het eind van de 16de en na 1620 verboden. De contrareformatie versterkte het Poolse element tot de verovering van Silezië door Pruisen in de Oostenrijks-Pruisische oorlogen. De afloop daarvan bepaalde dat Silezië in 1742 onder Pruisen kwam. Bytom-Beuthen was toen een stadje met een Poolstalige en rooms-katholieke bevolking en behoorde tot de provincie Silezië en sinds 1919 tot Opper-Silezië.
In de 19de eeuw vond een grootschalige industriële ontwikkeling plaats door de ontginning van steenkolen, zink en lood. Arbeiders uit Opper-Silezië en Polen stroomden toe, maar het leidinggevend personeel in de fabrieken, kwam voornamelijk uit Neder-Silezië kwam en was Duitstalig was. Dit nieuwe bevolkingselement onderscheidde zich bovendien door zijn lutherse geloof. Woonden er ca. 1800 nog maar anderhalf duizend mensen in wat eigenlijk een groot dorp was, in 1840 waren dat er ruim 4.000, in 1870 ruim 15.000 en in 1890 37.000. In 1910 was dat aantal bijna 68.000.
Onderwijs en cultuur waren bij de snelle opbouw van de stad tot een moderne metropool in wat genoemd werd 'het tweede Ruhrgebied' van Duitsland vormgegeven in een Pruisisch en Duits kader en de bevolking werd tweetalig en in toenemende mate Duitstalig. Alleen in de rooms-katholieke kerk kon, wie dat wilde, zijn Poolse cultuur blijven vormgeven. In 1910 gaf 60% van de inwoners zich op als alleen Duitstalig, maar onder hen waren vermoedelijk toch veel tweetaligen.
Na de door Duitsland verloren Eerste Wereldoorlog claimde het nieuw opgerichte Polen met Franse steun geheel Opper-Silezië omdat de bevolking in meerderheid uit Polen, althans Poolstaligen bestond. Na een burgeroorlog van Pools- tegen Duitsgezinden die enkele jaren duurde besloten de Geallieerden in 1921 tot een Volksstemming, die de nieuwe staatsgrens zou moeten bepalen. De uitslag leidde tot een problematische grenstrekking omdat de steden in meerderheid Duits bleken gestemd te hebben en het platteland Poolsgezind was. De nieuwe grens voegde een aantal in meerderheid Duitstalige steden – Hindenburg-Zabrze, Königshütte-Chorzów en Kattowitz-Katowice – aan de Poolse zijde, en liet een deel van het Poolstalige platteland aan de Duitse zijde van de nieuwe grens. In Beuthen had driekwart van de bewoners voor Duitsland gestemd en de stad werd een grensstad aan de Duitse zijde van de nieuwe staatsgrens. Hier vond op 5 oktober 1923 pogromachtig geweld plaats tegen de 3200 Joden van de stad: honderden jonge mannen joegen met knuppels op Joden en sloegen er zo'n twintig in mekaar. Op 10-13 oktober was er nieuw geweld.
Door het wegvallen van een groot deel van het achterland zakte de economie van de stad terug, wat blijkt uit het inwonertal: 1919 ruim 52.000 en pas in de loop van de jaren dertig werd het vooroorlogse peil weer gehaald met een snelle doorgroei boven de 100.000 in 1939. De anti-Poolse sfeer nam toe en leidde onder het nationaalsocialistische bewind tot een verbod op het gebruik van het Pools in het openbaar. In 1939 werd de grote Joodse gemeente als een van de eersten in Duitsland geëlimineerd en de overgeblevenen naar het nabije Auschwitz gevoerd. Eind januari 1945 kwam het Sovjet-leger de stad binnen, die na overleg met het Poolse leger slechts beperkt werd verwoest omdat ze voor Polen van economisch groot belang zou moeten worden. Duitstaligen moesten verdwijnen maar degenen - tweetaligen - die in staat waren om Pools te spreken mochten desgewenst blijven. Nu werd het Duits als taal in het openbaar verboden (Verdrijving van Duitsers na de Tweede Wereldoorlog). In de loop van de jaren vijftig en zestig vertrokken een aanzienlijk aantal inwoners naar de BRD. Als Duitse minderheid in Polen heeft zich een minderheid Duitsgezinden georganiseerd.
De kolendelving werd na de oorlog sterk geïntensiveerd en in 1990 had het inwonertal zich ten opzichte van het vooroorlogse verdubbeld. De sluiting van veel mijnen bracht na 1990 echter massawerkeloosheid en een daling van het inwonertal tot 170.000,

## Sport
Polonia Bytom is de professionele voetbalclub van Bytom en speelde in het verleden vaak op het hoogste niveau, de Ekstraklasa. De club speelt haar wedstrijden in het Edward Szymkowiak-stadion. Voor de Tweede Wereldoorlog was Beuthener SuSV 09 de grootse voetbalclub van de stad, die ook op nationaal niveau bekendheid had.

## Geboren
- Lazarus Henckel von Donnersmarck (1785-1876), generaal in het Pruisische leger
- Magnus Davidsohn (1877-1958), operazanger en hoofdcantor in de synagoge van Berlijn, vluchtte in 1939 naar Engeland
- Adolf Kober (1879-1958), geschiedkundige en rabbijn
- Maximilian Kaller (1880-1947), bisschop van Ermland (Warmia)
- Max Tau (1897-1976), auteur en uitgever, vluchtte in 1935 naar Zweden en ging later naar Noorwegen
- Ernst Kaller (1898-1961), hoogleraar kerkmuziek
- Theanolte Bähnisch (1899-1973), opende een advocatuur voor politiek vervolgden en werd na de oorlog in de SPD actief
- Richard Czaya (1905-1978), voorzitter van de schaakbond in de BRD
- Gerhard Badrian (1905-1944 in Amsterdam), gevluchte fotograaf en tegenstander van het naziregime.
- Harry Winter (1914-2001), Duits-Oostenrijks zanger
- Gerhard Metzner (1914-1969), mede-oprichter van de Kleine Komödie in München
- Jacob Toury (1915-2004), Duits-Israëlisch geschiedkundige
- Leo Scheffczyk (1920-2005), academisch docent en titulair kardinaal
- Martin Wein (1925-2010), Duits journalist en schrijver
- Martin Polke (1930-2018), pionier en hoogleraar procesgeleidingstechniek
- Dieter Klinkert (1931-2016), diplomaat van de DDR
- Dieter Honisch (1932-2004), directeur van de Neue Nationalgalerie in de Staatliche Museen zu Berlin
- Józef Szmidt (1935-2024), atleet
- Jan Liberda (1936-2020), voetballer
- Leszek Engelking (1955-2022), dichter en schrijver
- Martin Trocha (* 1957), Oost-Duits voetballer
- Waldemar Legień (* 1963), judoka
- Roman Szewczyk (* 1965), voetballer
- Paul Freier (* 1979), Duits voetballer

## Voetnoten
1. ↑  Patrick Dassen, De Weimarrepubliek, 1918-1933. Over de kwetsbaarheid van de democratie, 2021, p. 194-195

Stadsdistricten:
Bielsko-Biała ·
Bytom ·
Dąbrowa Górnicza ·
Gliwice ·
Jaworzno ·
Katowice ·
Jastrzębie Zdrój ·
Chorzów ·
Mysłowice ·
Piekary ·
Ruda Śląska ·
Rybnik ·
Siemianowice ·
Sosnowiec ·
Świętochłowice ·
Częstochowa ·
Tychy ·
Zabrze ·
Żory

Districten:
Będzin ·
Bielsko-Biała ·
Bieruń-Lędziny ·
Cieszyn ·
Częstochowa ·
Gliwice ·
Kłobuck ·
Lubliniec ·
Mikołów ·
Myszków ·
Pszczyna ·
Racibórz ·
Rybnik ·
Tarnowskie Góry ·
Wodzisław ·
Zawiercie ·
Żywiec